# 采尔 (卢塞恩州)

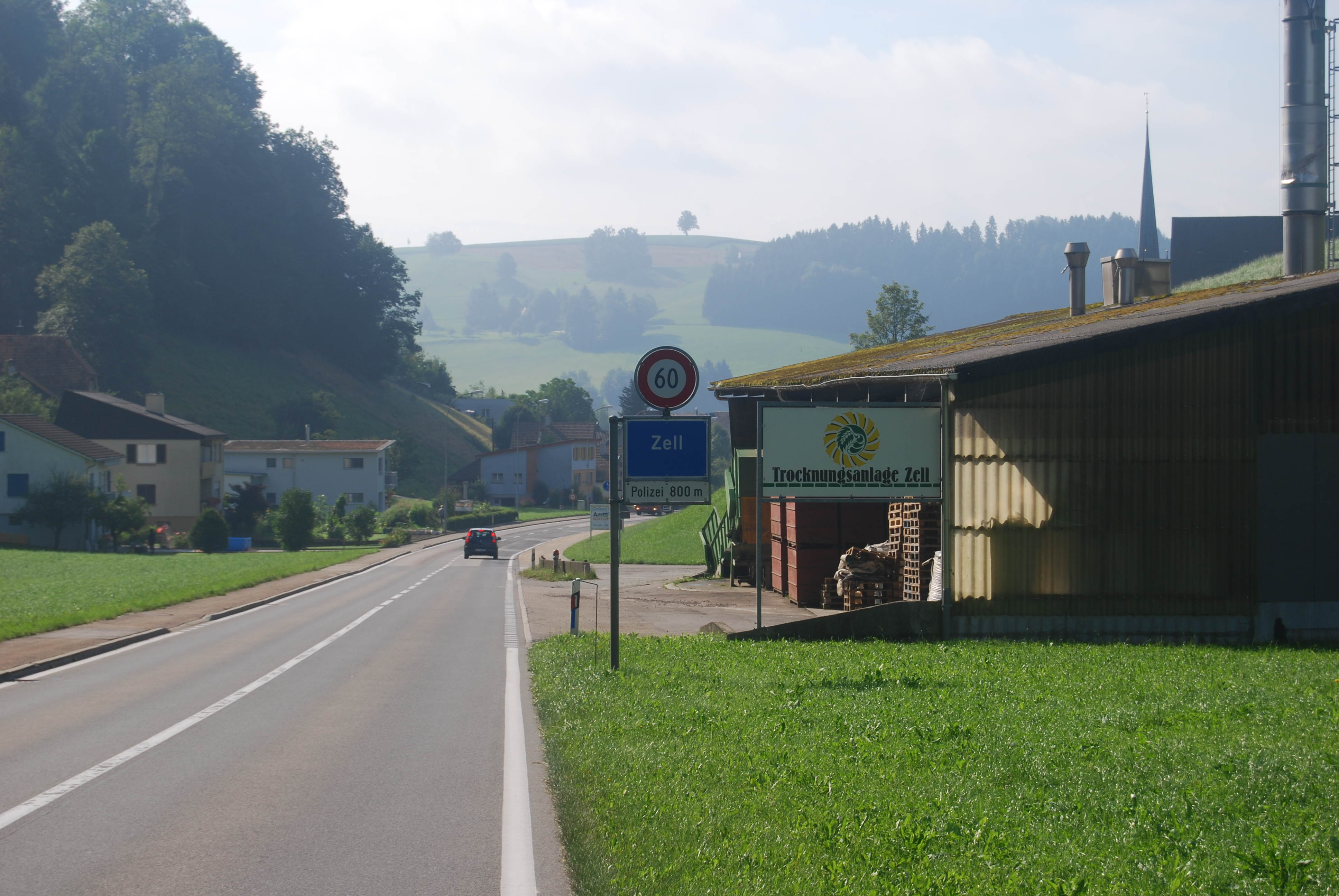

采尔（德语：Zell）是瑞士的城鎮，位於該國中部，由琉森州負責管轄，面積13.9平方公里，六成半土地是農業用地，海拔高度589米，2011年人口2,003，人口密度每平方公里144人。